# Aeshna serrata
Aeshna serrata é uma espécie de libelinha da família Aeshnidae.
Pode ser encontrada nos seguintes países: Estónia, Finlândia e Suécia.
Os seus habitats naturais são: lagos de água doce intermitentes, marismas de água doce e lagos salinos.